# 一切経音義 (玄応)
『一切経音義』（いっさいきょうおんぎ）は、7世紀なかばに玄応（げんのう）が著した、仏典の難解な語や梵語などの解釈と読みを記した音義書。『一切経音義』という名の書には慧琳撰のものもあり、区別するために『玄応音義』と呼ばれることが多い。

## 成立
玄応は長安の僧で、玄奘のもとで訳経にたずさわっていたが、貞観の末から音義を作る作業を開始した。
『一切経音義』の成書年代は正確にはわからないが、神田喜一郎によれば、654年に訳された『倶舎論』・『阿毘達磨順正理論』に対する音義が含まれるため、それ以降の作であり、また玄応は661年前後に没しているため、その前の成立である。もとの題は『大唐衆経音義』といったが、のちに『一切経音義』と呼ばれるようになった。

## 内容
玄応『一切経音義』は25巻からなり、450部以上の仏典に対する音義を記している。
梵語の音写については、玄応から見て不正確な場合には「梵音訛也」として、正しい音写を漢字で示す。漢語については反切で音を示し、伝統的な読み方を「旧音」と呼んで修正している箇所が多い。異体字についても指摘することが多い。多様な書物を引用し、また各地の方言についてもしばしば指摘している。
仏典のみならず、『蒼頡篇』・『埤蒼』・『爾雅』・『広雅』・『説文』・『方言』・『字林』・『通俗文』・『釈名』など広く漢籍から引用を行っているため、佚書や古籍の校訂の目的に使うこともできる。
梵語の音写や反切を含むため、中国語の音韻史上重視される。周法高によれば、声母は『切韻』にほぼ一致し、韻については「脂・之」「咸・銜」「庚2・耕」「尤・幽」などの区別をしないものの、9割が一致するという。玄応は韻書としてしばしば李登『声類』・呂静『韻集』などを引くが、『切韻』は引用しておらず、また反切の用字も『切韻』とは異なる。周法高によるとこれは『切韻』の音韻体系が人工的に作られたものではなく、広く行われていたことを示すものだという。

## テキスト
『玄応音義』の古い抄本は、19巻が残る宮内庁書陵部蔵の大治3年（1128年）写本をはじめとして日本に多くあり、そのいくつかは刊行されている。また敦煌・トルファン出土の残巻も存在する。
版本としては『高麗大蔵経』などに含まれる。なお『大正新脩大蔵経』は高麗蔵にもとづいているが、玄応『一切経音義』は含まれていない。
慧琳『一切経音義』は『玄応音義』の多くを含んでいるが、内容を改めている場合が多い。これをそのまま玄応音義の代用とすることはできないが、玄応音義本文の校訂に利用することはできる。